# Ninja Spirit
Ninja Spirit (Saigo no Nindō in originale) è un videogioco arcade di genere platform a scorrimento orizzontale (a tratti verticale) prodotto dalla Irem nel 1988 e convertito per diversi formati: nel 1990 per vari home computer, edito dalla Activision, e per la console PC Engine, nel 1993 per Game Boy.
Il 14 maggio 2007 il gioco è diventato disponibile per la Virtual Console del Wii: è possibile giocarlo in due differenti modalità, quella arcade originale (in cui a ogni colpo subito si perde una vita) o quella TurboGrafx-16/PC Engine (in cui il protagonista ha una barra di energia che decresce a ogni colpo).

## Trama
Moonlight, il ninja protagonista del gioco, affronta un lungo viaggio per vendicare la morte del padre, eliminato da un misterioso essere metà uomo metà bestia.

## Modalità di gioco
Il ninja percorre sette livelli a scorrimento orizzontale e talvolta verticale. 
Si usano un joystick per controllare il personaggio giocante, e tre pulsanti: per sparare, per saltare (è possibile compiere anche balzi decisamente alti, fino quasi al limite superiore dello schermo, a seconda della pressione del pulsante), e per selezionare l'arma.
Durante l'intero gioco sono sempre disponibili quattro differenti armi: una katana, gli shuriken, le bombe e una kusarigama. Si può decidere di cambiare arma in qualunque momento, ed è il gioco stesso a consigliare quale sarebbe meglio adottare in determinate situazioni, facendo lampeggiare l'icona dell'arma corrispondente sulla barra che appare a fondo schermo. Le armi possono essere rese più potenti, fino a tre livelli di potenziamento, tramite determinati bonus (vedi la sottosezione dedicata).
Ciascuno dei 7 livelli si conclude con un boss da affrontare.
Le vite a disposizione sono 3, incrementabili al raggiungimento di determinati punteggi. Nella versione arcade non ci sono i punti ferita, presenti invece nelle conversioni. Ogni livello deve essere completato prima che scada il tempo a disposizione.

### Bonus
Alcuni ninja nemici, di colore giallo, rilasciano gemme se eliminati. Queste gemme hanno differenti effetti a seconda del loro colore:
- gemme azzurre - fanno apparire un doppione del protagonista (fino a un massimo di due) che ne replicano i movimenti e in sostanza ne raddoppiano, o triplicano, la potenza di fuoco.
- gemme rosa - distruggono tutti i nemici su schermo.
- gemme gialle - fanno apparire un'aura di fuoco di durata limitata attorno al protagonista  ed eventualmente ai suoi doppioni: essa danneggia i nemici al solo contatto, senza però rendere invulnerabile il giocatore.
- gemme cangianti - potenziano l'arma in possesso, oppure tutte le armi, di un livello fino a un massimo di tre. Nel caso un'arma sia già al grado massimo di potenziamento, il bonus viene trasferito alle armi ad essa affiancate sulla barra di selezione.

## I boss di fine livello
- Livello 1: Asura
- Livello 2: The Two-Axed Ogre
- Livello 3: Hanzo The Fiend
- Livello 4: 2 pietre incantate
- Livello 5: aquilone con la Wind Tribe
- Livello 6: Fugitive Warriors (torma di fantasmi)
- Livello 7: The Evil One

## Colonna sonora
Le musiche si devono a Masahiko Ishida.